# Langile Abertzaleen Batzordeak
Langile Abertzaleen Batzordeak (baskiska för Nationalistiska arbetarkommissionerna, förkortat LAB) är med sina ca 45 000 medlemmar den tredje största fackförening i Baskien, efter ELA och CCOO. LAB är en vänsternationalistisk sammanslutning och är medlem i Fackliga världsfederationen.